# Liste der Orte im Landkreis Lichtenfels
Die Liste der Orte im Landkreis Lichtenfels listet die 196 amtlich benannten Gemeindeteile (Hauptorte, Kirchdörfer, Pfarrdörfer, Dörfer, Weiler und Einöden) im Landkreis Lichtenfels auf.

## Systematische Liste
Städte und Gemeinden mit den zugehörigen Orten in alphabetischer Reihenfolge:
- Die Gemeinde Altenkunstadt mit 16 Gemeindeteilen:
  - Pfarrdörfer Altenkunstadt und Strössendorf
  - Kirchdorf Maineck
  - Dörfer Baiersdorf, Burkheim, Pfaffendorf, Prügel, Spiesberg, Woffendorf und Zeublitz
  - Weiler Kienmühle, Röhrig und Tauschendorf
  - Einöden Kapelle, Kordigast und Trebitzmühle

- Die Stadt Bad Staffelstein mit 40 Gemeindeteilen:
  - Hauptort Bad Staffelstein
  - Pfarrdörfer Altenbanz, Frauendorf und Uetzing
  - Kirchdörfer Kümmersreuth, Loffeld, Stublang und Wiesen
  - Dörfer End, Gößmitz, Grundfeld, Hausen, Horsdorf, Kaider, Nedensdorf, Neubanz, Püchitz, Romansthal, Schönbrunn, Schwabthal, Serkendorf, Stadel, Unnersdorf, Unterzettlitz und Wolfsdorf
  - Weiler Krögelhof, Tiefenthal, Weisbrem und Zilgendorf
  - Einöden Eichelsee, Forsthaus Banz, Neuhof, Oberau, Rothhof und Voreichen
  - Kloster Banz und Vierzehnheiligen
  - Kapelle Staffelberg
  - Anstalten Kurklinik Lautergrund und Kurzentrum

- Die Stadt Burgkunstadt mit 19 Gemeindeteilen:
  - Hauptort Burgkunstadt
  - Pfarrdörfer Gärtenroth und Mainroth
  - Kirchdörfer Ebneth, Kirchlein und Theisau
  - Dörfer Hainweiher, Mainklein, Neuses a.Main, Weidnitz und Wildenroth
  - Weiler Eben, Flurholz, Hainzendorf, Kaltenreuth, Meuselsberg, Pfaffeggetten und Reuth
  - Einöde Lopphof

- Der Markt Ebensfeld mit 26 Gemeindeteilen:
  - Hauptort Ebensfeld
  - Pfarrdörfer Döringstadt, Kleukheim und Prächting
  - Kirchdörfer Birkach, Draisdorf, Eggenbach, Oberbrunn, Oberküps, Pferdsfeld, Unterbrunn und Unterneuses
  - Dörfer Dittersbrunn, Freiberg, Kümmel, Kutzenberg, Messenfeld, Niederau und Unterküps
  - Weiler Erlhof, Neudorf b.Ebensfeld, Peusenhof und Sträublingshof
  - Einöden Hahnhof, Mönchshof und Ummersberg

- Die Gemeinde Hochstadt a.Main mit 9 Gemeindeteilen:
  - Pfarrdorf Hochstadt a.Main
  - Dörfer Anger, Burgstall, Obersdorf, Reuth, Thelitz und Wolfsloch
  - Weiler Gruben
  - Einöde Geutersberg

- Die Stadt Lichtenfels mit 35 Gemeindeteilen:
  - Hauptort Lichtenfels
  - Pfarrdörfer Buch a.Forst, Isling und Schney
  - Kirchdörfer Klosterlangheim, Mistelfeld, Oberlangheim, Reundorf, Rothmannsthal, Trieb und Unterwallenstadt
  - Dörfer Burgberg, Degendorf, Eichig, Kösten, Köttel, Krappenroth, Lahm b.Lichtenfels, Mönchkröttendorf, Oberwallenstadt, Roth, Schönsreuth, Seubelsdorf, Stetten, Tiefenroth und Weingarten
  - Weiler Gnellenroth, Hammer, Seehof und Stöcken
  - Einöden Bohnberg, Friesenhof, Heinach, Karolinenhöhe und Nassanger

- Der Markt Marktgraitz mit dem gleichnamigen Markt

- Der Markt Marktzeuln mit 3 Gemeindeteilen:
  - Hauptort Marktzeuln
  - Dörfer Horb a.Main und Zettlitz

- Die Gemeinde Michelau i.OFr. mit 5 Gemeindeteilen:
  - Pfarrdörfer Lettenreuth, Michelau i.OFr. und Schwürbitz
  - Kirchdorf Neuensee
  - Dorf Oberreuth

- Die Gemeinde Redwitz a.d.Rodach mit 5 Gemeindeteilen:
  - Pfarrdörfer Obristfeld und Redwitz a.d.Rodach
  - Dörfer Mannsgereuth, Trainau und Unterlangenstadt

- Die Stadt Weismain mit 37 Gemeindeteilen:
  - Hauptort Weismain
  - Pfarrdörfer Arnstein und Modschiedel
  - Kirchdörfer Geutenreuth, Neudorf und Weiden
  - Dörfer Altendorf, Buckendorf, Fesselsdorf, Giechkröttendorf, Görau, Großziegenfeld, Kaspauer, Kleinziegenfeld, Krassach, Mosenberg, Niesten, Schammendorf, Seubersdorf, Siedamsdorf, Wallersberg, Wohnsig und Wunkendorf
  - Weiler Bernreuth, Erlach, Frankenberg und Weihersmühle
  - Einöden Berghaus, Ehrhardsmühle, Herbstmühle, Kordigast, Lochhaus, Oberloch, Schrepfersmühle, Schwarzmühle, Stoffelsmühle und Waßmannsmühle

## Alphabetische Liste
In Fettschrift erscheinen die Orte, die namengebend für die Gemeinde sind.

### A
- Altenbanz zu Bad Staffelstein
- Altendorf zu Weismain
- Altenkunstadt
- Anger zu Hochstadt a.Main
- Arnstein zu Weismain

### B
- Bad Staffelstein
- Baiersdorf zu Altenkunstadt
- Berghaus zu Weismain
- Bernreuth zu Weismain
- Birkach zu Ebensfeld
- Bohnberg zu Lichtenfels
- Buch am Forst zu Lichtenfels
- Buckendorf zu Weismain
- Burgberg zu Lichtenfels
- Burgkunstadt
- Burgstall zu Hochstadt a.Main
- Burkheim zu Altenkunstadt

### D
- Degendorf zu Lichtenfels
- Dittersbrunn zu Ebensfeld
- Döringstadt zu Ebensfeld
- Draisdorf zu Ebensfeld

### E
- Eben zu Burgkunstadt
- Ebensfeld
- Ebneth zu Burgkunstadt
- Eggenbach zu Ebensfeld
- Ehrhardsmühle zu Weismain
- Eichelsee zu Bad Staffelstein
- Eichig zu Lichtenfels
- End zu Bad Staffelstein
- Erlach zu Weismain
- Erlhof zu Ebensfeld

### F
- Fesselsdorf zu Weismain
- Flurholz zu Burgkunstadt
- Forsthaus Banz zu Bad Staffelstein
- Frankenberg zu Weismain
- Frauendorf zu Bad Staffelstein
- Freiberg zu Ebensfeld
- Friesenhof zu Lichtenfels

### G
- Gärtenroth zu Burgkunstadt
- Geutenreuth zu Weismain
- Geutersberg zu Hochstadt a.Main
- Giechkröttendorf zu Weismain
- Gnellenroth zu Lichtenfels
- Görau zu Weismain
- Gößmitz zu Bad Staffelstein
- Großziegenfeld zu Weismain
- Gruben zu Hochstadt a.Main
- Grundfeld zu Bad Staffelstein

### H
- Hahnhof zu Ebensfeld
- Hainweiher zu Burgkunstadt
- Hainzendorf zu Burgkunstadt
- Hammer zu Lichtenfels
- Hausen zu Bad Staffelstein
- Heinach zu Lichtenfels
- Herbstmühle zu Weismain
- Hochstadt am Main
- Horb am Main zu Marktzeuln
- Horsdorf zu Bad Staffelstein

### I
- Isling zu Lichtenfels

### K
- Kaider zu Bad Staffelstein
- Kaltenreuth zu Burgkunstadt
- Kapelle zu Altenkunstadt
- Karolinenhöhe zu Lichtenfels
- Kaspauer zu Weismain
- Kienmühle zu Altenkunstadt
- Kirchlein zu Burgkunstadt
- Kleinziegenfeld zu Weismain
- Kleukheim zu Ebensfeld
- Kloster Banz zu Bad Staffelstein
- Klosterlangheim zu Lichtenfels
- Kordigast zu Altenkunstadt
- Kordigast zu Weismain
- Kösten zu Lichtenfels
- Köttel zu Lichtenfels
- Krappenroth zu Lichtenfels
- Krassach zu Weismain
- Krögelhof zu Bad Staffelstein
- Kümmel zu Ebensfeld
- Kümmersreuth zu Bad Staffelstein
- Kurklinik Lautergrund zu Bad Staffelstein
- Kurzentrum zu Bad Staffelstein
- Kutzenberg zu Ebensfeld

### L
- Lahm bei Lichtenfels zu Lichtenfels
- Lettenreuth zu Michelau i.OFr.
- Lichtenfels
- Lochhaus zu Weismain
- Loffeld zu Bad Staffelstein
- Lopphof zu Burgkunstadt

### M
- Maineck zu Altenkunstadt
- Mainklein zu Burgkunstadt
- Mainroth zu Burgkunstadt
- Mannsgereuth zu Redwitz a.d.Rodach
- Marktgraitz
- Marktzeuln
- Messenfeld zu Ebensfeld
- Meuselsberg zu Burgkunstadt
- Michelau i.OFr.
- Mistelfeld zu Lichtenfels
- Modschiedel zu Weismain
- Mönchkröttendorf zu Lichtenfels
- Mönchshof zu Ebensfeld
- Mosenberg zu Weismain

### N
- Nassanger zu Lichtenfels
- Nedensdorf zu Bad Staffelstein
- Neubanz zu Bad Staffelstein
- Neudorf zu Weismain
- Neudorf bei Ebensfeld zu Ebensfeld
- Neuensee zu Michelau i.OFr.
- Neuhof zu Bad Staffelstein
- Neuses am Main zu Burgkunstadt
- Niederau zu Ebensfeld
- Niesten zu Weismain

### O
- Oberau zu Bad Staffelstein
- Oberbrunn zu Ebensfeld
- Oberküps zu Ebensfeld
- Oberlangheim zu Lichtenfels
- Oberloch zu Weismain
- Oberreuth zu Michelau i.OFr.
- Obersdorf zu Hochstadt a.Main
- Oberwallenstadt zu Lichtenfels
- Obristfeld zu Redwitz a.d.Rodach

### P
- Peusenhof zu Ebensfeld
- Pfaffeggetten zu Burgkunstadt
- Pfaffendorf zu Altenkunstadt
- Pferdsfeld zu Ebensfeld
- Prächting zu Ebensfeld
- Prügel zu Altenkunstadt
- Püchitz zu Bad Staffelstein

### R
- Redwitz a.d.Rodach
- Reundorf zu Lichtenfels
- Reuth zu Burgkunstadt
- Reuth zu Hochstadt a.Main
- Röhrig zu Altenkunstadt
- Romansthal zu Bad Staffelstein
- Roth zu Lichtenfels
- Rothhof zu Bad Staffelstein
- Rothmannsthal zu Lichtenfels

### S
- Schammendorf zu Weismain
- Schney zu Lichtenfels
- Schönbrunn zu Bad Staffelstein
- Schönsreuth zu Lichtenfels
- Schrepfersmühle zu Weismain
- Schwabthal zu Bad Staffelstein
- Schwarzmühle zu Weismain
- Schwürbitz zu Michelau i.OFr.
- Seehof zu Lichtenfels
- Serkendorf zu Bad Staffelstein
- Seubelsdorf zu Lichtenfels
- Seubersdorf zu Weismain
- Siedamsdorf zu Weismain
- Spiesberg zu Altenkunstadt
- Stadel zu Bad Staffelstein
- Staffelberg zu Bad Staffelstein
- Stetten zu Lichtenfels
- Stöcken zu Lichtenfels
- Stoffelsmühle zu Weismain
- Sträublingshof zu Ebensfeld
- Strössendorf zu Altenkunstadt
- Stublang zu Bad Staffelstein

### T
- Tauschendorf zu Altenkunstadt
- Theisau zu Burgkunstadt
- Thelitz zu Hochstadt a.Main
- Tiefenroth zu Lichtenfels
- Tiefenthal zu Bad Staffelstein
- Trainau zu Redwitz a.d.Rodach
- Trebitzmühle zu Altenkunstadt
- Trieb zu Lichtenfels

### U
- Uetzing zu Bad Staffelstein
- Ummersberg zu Ebensfeld
- Unnersdorf zu Bad Staffelstein
- Unterbrunn zu Ebensfeld
- Unterküps zu Ebensfeld
- Unterlangenstadt zu Redwitz a.d.Rodach
- Unterneuses zu Ebensfeld
- Unterwallenstadt zu Lichtenfels
- Unterzettlitz zu Bad Staffelstein

### V
- Vierzehnheiligen zu Bad Staffelstein
- Voreichen zu Bad Staffelstein

### W
- Wallersberg zu Weismain
- Waßmannsmühle zu Weismain
- Weiden zu Weismain
- Weidnitz zu Burgkunstadt
- Weihersmühle zu Weismain
- Weingarten zu Lichtenfels
- Weisbrem zu Bad Staffelstein
- Weismain
- Wiesen zu Bad Staffelstein
- Wildenroth zu Burgkunstadt
- Woffendorf zu Altenkunstadt
- Wohnsig zu Weismain
- Wolfsdorf zu Bad Staffelstein
- Wolfsloch zu Hochstadt a.Main
- Wunkendorf zu Weismain

### Z
- Zettlitz zu Marktzeuln
- Zeublitz zu Altenkunstadt
- Zilgendorf zu Bad Staffelstein

| ↑ Zurück zum Inhaltsverzeichnis |